# Anthurium triphyllum
Anthurium triphyllum är en kallaväxtart som först beskrevs av Carl Ludwig von Willdenow och Schult., och fick sitt nu gällande namn av Adolphe-Théodore Brongniart och Heinrich Wilhelm Schott. Anthurium triphyllum ingår i släktet Anthurium och familjen kallaväxter. Inga underarter finns listade.